# (73430) 2002 LX48
(73430) 2002 LX48 – planetoida z pasa głównego asteroid okrążająca Słońce w ciągu 5,53 lat w średniej odległości 3,12 j.a. Odkryta 12 czerwca 2002 roku.